# 浙杭卷瓣兰
浙杭卷瓣兰（学名：Bulbophyllum quadrangulum），为兰科石豆兰属下的一个种。

## 扩展阅读
維基物種上的相關：浙杭卷瓣兰